# Khanato di Maku
Il khanato di Maku è stato un khanato del XVIII e del XIX secolo con sede a Maku e stabilito dalla dinastia Bayat.
Sorse dopo la morte di Nader Shah che determinò il crollo dell'impero safavide, ottenendo la semi-indipendenza. Ritornò all'impero persiano nel 1829, ma fu abolito dopo un secolo, in seguito alla morte di Murtuzaqulu Khan Bayat.

## Khan di Maku
- Ahmad Khan Bayat
- Hassan Khan Bayat
- Hoseyn Khan Bayat
- Ali Khan Bayat
- Haji Ismaeil Khan Bayat
- Teymur Pasha Khan
- Murtuzaqulu Khan Bayat[4]